# 2927 Alamosa
2927 Alamosa (1981 TM) là một tiểu hành tinh vành đai chính được phát hiện ngày 5 tháng 10 năm 1981 bởi Thomas, N. G. ở Flagstaff (AM).